# Förstakammarvalet i Sverige 1895
Förstakammarvalet i Sverige 1895 var ett val i Sverige. Valet utfördes av landstingen och i de städer som inte hade något landsting utfördes valet av stadsfullmäktige. 1895 fanns det totalt 849 valmän, varav 832 deltog i valet.
I Stockholms läns valkrets ägde valet rum den 18 april. I en fjärdedel av Kristianstads läns valkrets ägde valet rum den 27 maj. I Göteborgs stads valkrets ägde valet rum den 12 september. I Örebro läns valkrets ägde valet rum den 16 september. I Södermanlands läns valkrets, Östergötlands läns valkrets, Kronobergs läns valkrets, Älvsborgs läns valkrets och Skaraborgs läns valkrets ägde valet rum den 17 september. I Västernorrlands läns valkrets ägde valet rum den 18 september. I Värmlands läns valkrets ägde valet rum den 19 september. I Kalmar läns södra valkrets ägde valet rum den 24 september. I Blekinge läns valkrets, resterande 3/4 av Kristianstads läns valkrets och Malmöhus läns valkrets ägde valet rum den 1 oktober och i Gotlands läns valkrets ägde valet rum den 2 december.

## Valresultat
| Parti  | Parti                     | Röster | Valda | Mandatfördelning | Mandatfördelning | Mandatfördelning |
| Parti  | Parti                     | Röster | Valda | FK 1895          | FK 1896          | +/-              |
| ------ | ------------------------- | ------ | ----- | ---------------- | ---------------- | ---------------- |
|        | Protektionistiska partiet | 649    | 17    | 97               | 97               | +-0              |
|        | Minoritetspartiet         | 81     | 2     | 28               | 26               | -2               |
|        | Partilösa                 | 71     | 2     | 25               | 27               | +2               |
|        | Övriga                    | 279    | 0     | 0                | 0                | +-0              |
| Totalt | Totalt                    | 1 080  | 21    | 150              | 150              | +-0              |

Det protektionistiska partiet behöll alltså egen majoritet.

## Invalda riksdagsmän
Stockholms läns valkrets:
- Gustaf Åkerhielm, prot

Södermanlands läns valkrets:
- Filip Boström, prot

Östergötlands läns valkrets:
- Philip Klingspor, prot

Kronobergs läns valkrets:
- Josef Stephens, prot

Kalmar läns södra valkrets:
- Melcher Ekströmer, prot
- Gustaf Walin, prot

Gotlands läns valkrets:
- Gustaf Björlin, prot

Blekinge läns valkrets:
- Pontus af Burén, prot

Kristianstads läns valkrets:
- Jonas Nilsson
- Fredrik Barnekow, prot
- John Pehrsson, prot
- Casper Ehrenborg

Malmöhus läns valkrets:
- Per Sörensson, prot

Göteborgs stads valkrets:
- Philip Leman, min

Älvsborgs läns valkrets:
- Rudolf Klinckowström, prot

Skaraborgs läns valkrets:
- Nils Fock, prot
- Gustaf Berg, prot

Värmlands läns valkrets:
- Carl Moberg, prot

Örebro läns valkrets:
- Axel Svedelius, prot
- Herman Behm, prot

Västernorrlands läns valkrets:
- Frans Albert Anderson, min

## Fotnoter
1. ↑  Siffrorna avser de sammanlagda röstetalen för de riksdagsledamöter som tillhörde respektive parti och valdes under detta år. Rösterna på kandidater som tillhörde partierna men inte vann ett riksdagsmandat har alltså sorterats in under "övriga". Röstetalen på valkretsnivå är hämtade från SCB och riksdagsledamöternas partitillhörigheter är baserade på uppgifter från bokserien Tvåkammarriksdagen 1867–1970.